# Áno Kleinés
Áno Kleinés (Ano Kleines) är en ort i Grekland.   Den ligger i prefekturen Nomós Florínis och regionen Västra Makedonien, i den norra delen av landet, 400 km nordväst om huvudstaden Aten. Áno Kleinés ligger 635 meter över havet och antalet invånare är 179.
Terrängen runt Áno Kleinés är varierad. Runt Áno Kleinés är det ganska glesbefolkat, med 25 invånare per kvadratkilometer. Närmaste större samhälle är Florina, 7,4 km söder om Áno Kleinés. Trakten runt Áno Kleinés består till största delen av jordbruksmark.